# Alain Gagnol
Alain Gagnol (Roanne, 13 mei 1967) is een Frans romanschrijver en filmregisseur. In januari 2012 werd Une vie de chat welke animatiefilm hij mee regisseerde, genomineerd voor een Academy Award voor beste animatiefilm 2011 op de 84th Academy Awards. 
Alain Gagnol studeerde aan de Émile-Cohl-school in Lyon, om in 1988 te beginnen met animatie in de Folimage-studio in Bourg-lès-Valence. Sindsdien regisseerde hij samen met Jean-Loup Felicioli verschillende korte animatiefilms en drie animatie-langspeelfilms.
Hun kortfilm "L'égoïste" werd meermaals bekroond. In 1998 werd Les Tragédies minuscules uitgebracht, een reeks kortfilms die hij samen met Jean-Loup Felicioli regisseerde voor de Franse televisiezenders Arte en Canal+.
Alain Gagnol en zijn co-regisseur, Jean-Loup Felicioli, staan bekend om de energie en emotie die hun films uitstralen. De auteurs voegen een speciale noot toe aan hun films met het niet respecteren van verhoudingen en de wetten van het evenwicht. In hun teamwork is Alain Gagnol meer verantwoordelijk voor de scripts, Jean-Loup Felicioli voor het grafisch ontwerp, en ze regisseren samen. Hun films worden met de hand getekend, gescand en vervolgens ingekleurd op de computer. De auteurs zijn gehecht aan deze traditionele manier van tekenen met de hand. In Phantom Boy uit 2015 zijn de op New York geïnspireerde decors met krijt getekend op cansonpapier
Alain Gagnol is ook romanschrijver en heeft misdaadromans voor volwassenen en kinderromans gepubliceerd.

## Films

### Langspeelfilms
- 2003: La Prophetie des grenouilles
- 2010: Une vie de chat, met Jean-Loup Felicioli
- 2015: Phantom Boy, met Jean-Loup Felicioli
- 2023: Nina et le Secret du hérisson, met Jean-Loup Felicioli